# Тирговіште (футбольний клуб)
«Тирговіште» (рум. FCM Târgoviște) — румунський футбольний клуб з однойменного міста, заснований 1950 року. Домашні матчі приймав на стадіоні «Еуген Попеску», потужністю 12 500 глядачів.

## Історія
| Роки      | Назва              |
| 1948–1956 | Metalul Târgoviște |
| 1956      | Energia Târgoviște |
| 1957–1972 | Metalul Târgoviște |
| 1972–1994 | CS Târgoviște      |
| 1994–1996 | Oțelul Târgoviște  |
| 1996–2003 | Chindia Târgoviște |
| 2003–2018 | FCM Târgoviște     |

Команда під назвою «Металул» (Тирговіште) була заснована 1950 року і протягом часу існування кілька разів змінювала свою назву. В 1961 році клуб вперше вийшов до вищого дивізіону Румунії, але відразу ж його покинув.
В 1977 році «Металул» знову повернувся до еліти румунського футболу, цього разу граючи там протягом наступних семи сезонів з перервою лише на один розіграш 1980/81, коли команда грала у другому дивізіоні, вигравши його. Кінець 1970-х і початок 1980-х років був найкращим періодом в історії клубу, який, крім гарного покоління гравців, добився найкращого результату в своїй історії — 7-е місце в сезоні 1978/79 років.
Після того вильоту в 1984 році команда поступово опустилась аж у третій дивізіон. Лише 1995 року команда повернулась до Ліги ІІ, а потім відразу ж в 1996 році повернулась після тривалої перерви до вищого дивізіону. Команда, складена фактично із місцевих вихованців, зуміла після 12 років виступів у нижчих дивізіонах повернутись до еліти, чим завоювала серце прихильників, які дали клубу прізвисько «Micul Ajax» (Маленький Аякс). Втім втриматись у вищому дивізіоні команді не вдалось і наприкінці сезону 1997/98 року «Кіндія», як тоді називалась команда, повернулася до Ліги II .
У 2003 році команда змінила назву на «Тирговіште», а влітку 2004 року, через фінансові проблеми, фактично припинила існування. 19 серпня 2004 року бізнесмен Гіоргі Зотіч взяв на себе керівництво клубом з чіткою метою — зберегти його як від вильоту, так і від банкрутства. У 2009 році команда повернулася до Ліги III, але відносини між Зотічем і клубом почали напружуватися. У березні 2010 року угода про оренду стадіону Єугена Попеску закінчилася і не була продовжена. З того часу клуб став грати на стадіоні «Альпан» у комуні Шотинга. В 2015 році Зотіч розпустив основний склад клубу, залишившись лише з жіночою футбольною командою. Через один рік «Тирговіште» заявився у шостий дивізіон, але після двох сезонів знову був розпущений.
Натомість 2010 року у місті була створена нова команда «Кіндія» (Тирговіште), що продовжила традиції попередньої команди.

## Досягнення
- Ліга II
  -  Чемпіон: 1960–61, 1976–77, 1980–81, 1995–96
  -  Друге місце: 1962–63, 1963–64, 1969–70

- Ліга III
  -  Чемпіон: 1968–69, 1994–95
  -  Друге місце: 1956, 1957–58, 1976–77, 2002–03, 2009–10